# Acacia nelsonii
Acacia nelsonii é uma espécie de leguminosa do gênero Acacia, pertencente à família Fabaceae.